# Wayne Rainey
Wayne Rainey,  ameriški motociklistični dirkač, * 23. oktober 1960, Downey, Kalifornija, Združene države Amerike
Dirkal je v razredu 500cc Svetovnega prvenstva v motociklizmu. Kariero je končal po nesreči na dirki za Veliko nagrado Italije 1993, ko si je zlomil hrbtenico in ostal hrom od prsi navzdol. Kljub temu se še vedno ukvarja z motošportom; tekmuje v kartingu s posebej prirejenim vozilom.